# Indické nokturno
Indické nokturno (v originále Nocturne indien) je francouzský hraný film z roku 1989, který režíroval Alain Corneau podle stejnojmenného románu Antonia Tabucchiho. Snímek měl světovou premiéru 16. srpna 1989.

## Děj
Rossignol je mladý Francouz, který přijíždí do Bombaje, aby zde pátral po svém blízkém příteli Xavierovi, který zde nedávno zmizel. Vydává se po jeho stopách, cestuje po Indii a každým krokem se přibližuje svému příteli.

## Obsazení
| Jean-Hugues Anglade | Rossignol               |
| Clémentine Célarié  | Francouzka v Goa        |
| Otto Tausig         | Peter Schlemihl         |
| T.P. Jain           | doktor                  |
| Iftekhar            | profesor teosofie       |
| Dipti Dave          | Vimla Sar               |
| Ratna Bhooshan      | majitel hotelu Khajurao |